# 橫山菁兒
横山菁兒（1935年3月17日—2017年7月8日），日本作曲家。出生於日本廣島縣廣島市。國立音樂大學作曲系畢業。主要從事電視的背景音樂作曲，其作品有正宗交響曲的風格。

## 經歷
橫山菁兒，1935年3月17日出生於日本廣島縣廣島市，畢業於國立音樂大學作曲系，是日本當代著名音樂家。對於國外的音樂人及動畫粉絲來講，他就像英雄一般的存在。 曾給日本許多電視、動畫、電影創作過配樂。其中最為中國人熟悉的便是1992年為東映動畫長達7小時的電影動畫片《三國志》三部曲（《英雄的黎明》、《燃燒的長江》、《遥远的大地》）以及電視動畫片《聖鬥士星矢》等系列創作的配樂。其中《英雄的黎明》、《風姿花傳》、《群雄割據》等曲目在眾多港台武俠影視中被作為背景音樂。2017年7月8日，橫山菁兒病逝，享年82歲。

## 逸聞
在海外錄製『超力戰隊王連者』的原聲音樂時，當自我介紹「我是橫山」的時候，因女性演員中很多是『聖鬥士星矢』的粉絲，因而被她們興奮大叫「Yokoyama！！」地喝彩。
『超級戰隊系列』相關的音樂製作人裡，只有橫山跟作品系列的主題曲和插曲兩方的樂曲製作都沒有關係。

## 代表作品

### 動畫
- 藍寶石王子(リボンの騎士)<只擔任指揮>
- 超合體魔術機器人(超合体魔術ロボ ギンガイザー)
- 宇宙海盜王哈羅克(宇宙海賊キャプテンハーロック)
- 黑暗帝王·吸血鬼德古拉(闇の帝王・吸血鬼ドラキュラ)
- 機甲艦隊(機甲艦隊ダイラガーXV)
- 三國志 (動畫電影)
  - 第一部：英雄的黎明(三国志 第一部・英雄たちの夜明け)
  - 第二部：燃燒的長江(三国志 第二部・長江燃ゆ!)
  - 完結編：遥远的大地(三国志 完結編・遥かなる大地)
- 聖鬥士星矢
- 幻法小魔星(まじかる☆タルるートくん)
- 未來之戰198X年(FUTURE WAR 198X年)
- 童話的星空(世界名作童話シリーズ ワ〜ォ!メルヘン王国)
- 劇場版 鬼太郎 日本爆裂!!!(劇場版 ゲゲゲの鬼太郎 日本爆裂!!)

### 電視劇
- 幕末姐妹(富士電視)(1968年)
- (富士電視)
  - (1968年)
  - (1971年)
  - (1971年)
  - (1971年)
  - (1971年)
  - (1972年)
  - (1972年)
  - (1972年)
  - (1973年)
  - (1974年)
  - (1974年)
  - (1974年)
  - (1975年)
  - (1975年)

＜以上作品全部以和大森盛太郎共同的名義合作＞
- 宮本武藏(1990年)
- 大江戶捕物日記 照姫七變化(1990年)
- (1990年、朝日電視台 / 東映)
- (1991年、朝日電視台 / 東映)
- 艷姿!照姫七變化(1991年)
- 松本清張作家活動40年紀念・等待一年半(1991年)
- 桃太郎侍 特別篇(1992年)
- (1992年、朝日電視台 / 東映)
- (1993年、朝日電視台 / 東映)
- 大忠臣蔵(1994年)
- 織田信長(1994年)
- 父子鷹(1994年)
- 第7系列(1995年 - 1996年)
- (1995年 - 1996年)
- 德川的女人(1997年)
- 赤穗浪士(1999年)
- 西村京太郎 旅情推理(西村京太郎トラベルミステリー)(第2作、第3作)

### 特攝
- 恐龍特急克塞號(恐竜戦隊コセイドン)
- 超人機梅塔路達(超人機メタルダー)
- 未來特警(特警ウインスペクター)
- 超力戰隊王連者(超力戦隊オーレンジャー)

### 其他
- (日本職業棒球團應援歌，主唱)
- (擔任編曲)